# Medicine Hat—Cardston—Warner
Circonscription électorale fédérale du Canada
Medicine Hat—Cardston—Warner (appelé Medicine Hat de 1908 à 2015) est une circonscription électorale fédérale canadienne dans la province de l'Alberta. Elle comprend le secteur sud-est de la province au sud de la rivière Red Deer, dont la ville de Medicine Hat, et elle est bordée au sud par la frontière américaine (état du Montana).
Les circonscriptions limitrophes sont
- au nord : Battle River—Crowfoot
- à l'est : Swift Current—Grasslands—Kindersley (en Saskatchewan)
- au sud-ouest : Lethbridge et Foothills
- à l'ouest : Bow River.

Lors du redécoupage électoral de 2022, la circonscription est peu modifiée, cédant une portion relativement faible de son territoire au profit de la circonscription de Foothills.
Le député conservateur Jim Hillyer, réélu en 2015, est décédé en poste en mars 2016. Le conservateur Glen Motz a été élu pour le reste de la mandature lors d'une partielle en octobre 2016.

## Résultats électoraux
|  | Candidat          | Parti             | #     | %       |
|  | ----------------- | ----------------- | ----- | ------- |
|  | Glen Motz         | Conservateur      | 23932 | 69,85 % |
|  | Stan Sakamoto     | Libéral           | 8778  | 25,62 % |
|  | Rod Taylor        | Héritage Chrétien | 702   | 2,5 %   |
|  | Beverly Ann Waege | Néo-Démocrate     | 353   | 1,03 %  |
|  | Sheldon Johnston  | Libertarien       | 284   | 0,83 %  |
|  | Kayne Cooper      | Rhinocéros        | 211   | 0,62 %  |
|  | Total             |                   | 19384 | 100 %   |

|       | Candidat            | Parti        | # de voix | % des voix |
|       | Jim Hillyer         | Conservateur | +34 849,  | 68,8 %     |
|       | Glen Allan          | Libéral      | +09 085,  | 17,94 %    |
|       | Erin Weir           | NPD          | +04 897,  | 9,67 %     |
|       | Brent Smith         | Vert         | +01 319,  | 2,6 %      |
|       | John Clayton Turner | Indépendant  | +00500,   | 0,99 %     |
| Total | Total               | Total        | 50 650    | 100 %      |

|       | Candidat          | Parti        | # de voix | % des voix |
|       | LaVar Payne       | Conservateur | +30 719,  | 71,55 %    |
|       | Norm Boucher      | Libéral      | +04 416,  | 10,29 %    |
|       | Dennis Perrier    | NPD          | +05 616,  | 13,08 %    |
|       | Graham Murray     | Vert         | +01 868,  | 4,35 %     |
|       | Frans Vandestroet | Héritage     | +00317,   | 0,74 %     |
| Total | Total             | Total        | 42 936    | 100 %      |

|       | Candidat          | Parti        | # de voix | % des voix |
|       | LaVar Payne       | Conservateur | +26 949,  | 70,87 %    |
|       | Beverley Botter   | Libéral      | +02 640,  | 6,94 %     |
|       | Wally Regehr      | NPD          | +04 187,  | 11,01 %    |
|       | Kevin Dodd        | Vert         | +02 338,  | 6,15 %     |
|       | Frans Vandestroet | Héritage     | +00363,   | 0,95 %     |
|       | Dean Shock        | Indépendant  | +00971,   | 2,55 %     |
|       | David Patrick     | Indépendant  | +00580,   | 1,53 %     |
| Total | Total             | Total        | 38 028    | 100 %      |

|       | Candidat        | Parti        | # de voix | % des voix |
|       | Monte Solberg   | Conservateur | 35 670    | 79,71 %    |
|       | Beverley Botter | Libéral      | 3 737     | 8,35 %     |
|       | Wally Regehr    | NPD          | 3 598     | 8,04 %     |
|       | Kevin Dodd      | Vert         | 1 746     | 3,9 %      |
| Total | Total           | Total        | 44 751    | 100 %      |

|       | Candidat      | Parti        | # de voix | % des voix |
|       | Monte Solberg | Conservateur | 30 241    | 76,15 %    |
|       | Bill Cocks    | Libéral      | 4 331     | 10,91 %    |
|       | Betty Stroh   | NPD          | 3 643     | 9,17 %     |
|       | Kevin Dodd    | Vert         | 1 498     | 3,77 %     |
| Total | Total         | Total        | 39 713    | 100 %      |

## Historique
La circonscription de Medecine Hat a été créée peu de temps après l'entrée de l'Alberta dans la Confédération canadienne en 1905. La circonscription a été créée en 1907 avec des parties d'Alberta et d'Assiniboia-Ouest.
| Législature                                      | Années       | Député      | Député                        | Parti                     |
| ------------------------------------------------ | ------------ | ----------- | ----------------------------- | ------------------------- |
| Medicine Hat issue d'Alberta et Assiniboia-Ouest |              |             |                               |                           |
| 11e                                              | 1908–1911    |             | Charles Alexander Magrath     | Conservateur              |
| 12e                                              | 1911–1917    |             | William Ashbury Buchanan      | Libéral                   |
| 13e                                              | 1917–1921    |             | Arthur Lewis Sifton           | Unioniste                 |
| 14e                                              | 1921–1925    |             | Robert Gardiner               | Progressiste              |
| 15e                                              | 1925–1926    |             | Frederick William Gershaw     | Libéral                   |
| 16e                                              | 1926–1930    |             | Frederick William Gershaw     | Libéral                   |
| 17e                                              | 1930–1935    |             | Frederick William Gershaw     | Libéral                   |
| 18e                                              | 1935–1940    |             | Archibald Hugh Mitchell       | Crédit social             |
| 19e                                              | 1940–1945    |             | Frederick William Gershaw (2) | Libéral                   |
| 20e                                              | 1945–1949    |             | William Duncan Wylie          | Crédit social             |
| 21e                                              | 1949–1953    |             | William Duncan Wylie          | Crédit social             |
| 22e                                              | 1953–1957    |             | William Duncan Wylie          | Crédit social             |
| 23e                                              | 1957–1958    | Bud Olson   |                               | Crédit social             |
| 24e                                              | 1958–1962    |             | Edwin Brunsden                | Progressiste-conservateur |
| 25e                                              | 1962–1963    |             | Bud Olson (2)                 | Crédit social             |
| 26e                                              | 1963–1965    |             | Bud Olson (2)                 | Crédit social             |
| 27e                                              | 1965–1967    |             | Bud Olson (2)                 | Crédit social             |
| 27e                                              | 1967-1968    |             | Bud Olson (2)                 | Libéral                   |
| 28e                                              | 1968–1972    |             | Bud Olson (2)                 | Libéral                   |
| 29e                                              | 1972–1974    |             | Bert Hargrave                 | Progressiste-conservateur |
| 30e                                              | 1974–1979    |             | Bert Hargrave                 | Progressiste-conservateur |
| 31e                                              | 1979–1980    |             | Bert Hargrave                 | Progressiste-conservateur |
| 32e                                              | 1980–1984    |             | Bert Hargrave                 | Progressiste-conservateur |
| 33e                                              | 1984–1988    | Bob Porter  |                               | Progressiste-conservateur |
| 34e                                              | 1988–1993    | Bob Porter  |                               | Progressiste-conservateur |
| 35e                                              | 1993–1997    |             | Monte Solberg                 | Réformiste                |
| 36e                                              | 1997–2000    |             | Monte Solberg                 | Réformiste                |
| 36e                                              | 2000-2000    |             | Monte Solberg                 | Alliance canadienne       |
| 37e                                              | 2000–2003    |             | Monte Solberg                 | Alliance canadienne       |
| 37e                                              | 2003-2004    |             | Monte Solberg                 | Conservateur              |
| 38e                                              | 2004–2006    |             | Monte Solberg                 | Conservateur              |
| 39e                                              | 2006–2008    |             | Monte Solberg                 | Conservateur              |
| 40e                                              | 2008–2011    | LaVar Payne |                               | Conservateur              |
| 41e                                              | 2011–2015    | LaVar Payne |                               | Conservateur              |
| Medicine Hat—Cardston—Warner                     |              |             |                               |                           |
| 42e                                              | 2015–2016    |             | Jim Hillyer                   | Conservateur              |
| 42e                                              | 2016-2019    | Glen Motz   |                               | Conservateur              |
| 43e                                              | 2019–2021    | Glen Motz   |                               | Conservateur              |
| 44e                                              | 2021–Présent | Glen Motz   |                               | Conservateur              |